# 岩手県道275号碁石海岸線
岩手県道275号碁石海岸線（いわてけんどう275ごう ごいしかいがんせん）は、岩手県大船渡市を通る一般県道である。

## 概要
名勝碁石海岸に接続する路線。起点から先は市道となって長磯地区へと続いている。

### 路線データ
- 起点：大船渡市末崎町字泊里
- 終点：大船渡市末崎町字神坂（岩手県道38号大船渡広田陸前高田線交点）

## 地理

### 通過する自治体
- 大船渡市

### 交差する道路
- 岩手県道38号大船渡広田陸前高田線（終点）

### 沿線の施設など
- 大船渡市立博物館
- 碁石海岸
- 門之浜漁港
- 門之浜湾
- 大船渡市立末崎小学校